# Apport (Software)
Apport ist eine freie Software für Fehlerberichterstattung von Programmfehlern von Desktop-Anwendungen der (Unix-)Arbeitsumgebung „Gnome“.
Es wird von Mitarbeitern der Firma Canonical unter der Leitung von Martin Pitt in der Programmiersprache Python entwickelt und als freie Software unter den Bedingungen von Version 2 der GNU General Public License (GPL) verbreitet. Es kommt als vorinstallierter Standard-Bestandteil der Linux-Distribution „Ubuntu“ und davon abgeleiteter Systeme. Daneben wird es auch in openSUSE genutzt.
Apport erkennt Programmabstürze, sammelt für die Fehlerbehebung Informationen über den Absturz und die Betriebssystemumgebung und übermittelt sie an Bugtracker in einer standardisierten Form. Es ermöglicht dem Nutzer in ähnlicher Art auch einen Fehler eines Programmpaketes zu berichten.
Es gibt mehrere Benutzerschnittstellen-Frontends: eine textbasierte für Kommandozeilen-Terminalemulationen, zwei graphische – eine auf GTK+-Basis, eine weitere in Qt4.
Die erste veröffentlichte Version der Software erschien am 10. Juli 2006, nachdem ein Jahr vorher bereits Konzeptplanungen veröffentlicht worden waren. Version 1.0 erschien am 7. April 2009.